# Frankenia hispidula
Frankenia hispidula är en frankeniaväxtart som beskrevs av Victor Samuel Summerhayes. Frankenia hispidula ingår i släktet frankenior, och familjen frankeniaväxter. Inga underarter finns listade i Catalogue of Life.